# GUY'S HEART - Charlie's Lupin Songs
GUY'S HEART - Charlie's Lupin Songs è un album del 2002 del musicista Charlie Kosei, che raccoglie brani da lui prodotti per la colonna sonora della serie animata Le avventure di Lupin III e alcune versioni di questi inediti.

## Tracce
Musiche di Charlie Kosei.
1. Rupan Sansei sono 2 (Swing version) – 2:54
2. Rupan Sansei sono 3 – 3:59
3. AFRO "LUPIN '68" – 5:05
4. Rupan Sansei sono 1 (Bossa version) – 3:58
5. Rupan Sansei sono 1 (Ballad version) – 4:30
6. SCAT THEME – 2:53
7. NICE GUY LUPIN – 3:41
8. Rupan Sansei sono 2 (Ballad version) – 6:22
9. Hey Mr. Dandy – 4:59
10. Sharp Work Stealer – 3:39
11. Blues of the Third – 5:18
12. Rupan Sansei sono 2 (Charlie's version) – 4:06

Durata totale: 51:24

## Collaboratori
- Piano: Hiroshi Minami (#1-11)
- Basso: Daiki Yasukagawa (#1, 3-9, 11), Takeshi Hara (#2, 10)
- Batteria: Masahiro Tahara (#1-11)
- Sax: Masakuni Takeno (#1-11)
- Chitarra: Isao Miyoshi (#2, 9-11), Charlie Kosei (#12)
- Chorus: masmine (#3, 4, 6, 7, 10)